# Emilian (Piperković)
Emilian, imię świeckie Nedeljko Piperković (ur. 23 sierpnia 1886 w Lipljanie, zm. 10 września 1970 w Zaječarze) – serbski biskup prawosławny.

## Życiorys
Ukończył gimnazjum w Salonikach, a następnie podjął studia teologiczne w szkole Patriarchatu Konstantynopolitańskiego na wyspie Chalki. Po jej ukończeniu podjął pracę katechety w gimnazjum i serbskiej szkole nauczycielskiej w Skopje. W 1911 złożył wieczyste śluby mnisze w monasterze św. Michała Archanioła w Kuczewiszte, w tym też roku metropolita skopski Wincenty. W 1913 uzyskał stypendium Synodu Biskupów Serbskiego Kościoła Prawosławnego na studia teologiczne na Uniwersytecie Ateńskim, które ukończył w 1918. Rok później obronił w Atenach doktorat w dziedzinie teologii.
Po obronie dysertacji doktorskiej udał się na wyspę Korfu, gdzie na emigracji przebywał metropolita belgradzki Dymitr. Hierarcha mianował go swoim sekretarzem. Po zakończeniu I wojny światowej był jednym z członków delegacji serbskiej do patriarchy konstantynopolitańskiego, której celem było uzgodnienie warunków restytucji Patriarchatu Serbskiego i rozszerzenia jego granic na całe Królestwo Serbów, Chorwatów i Słoweńców. Po powrocie do Belgradu został katechetą w szkole realnej, następnie uzyskał stanowisko profesora w seminarium duchownym w Sremskich Karlovcach.
W 1920 otrzymał nominację na biskupa timockiego. W związku z tym 29 czerwca 1920 przyjął święcenia kapłańskie. Jego chirotonia biskupia odbyła się 23 stycznia 1922. Na katedrze pozostawał do śmierci. Został pochowany w soborze katedralnym w Zaječarze. W 1964 był jednym z dwóch biskupów (obok biskupa raszko-prizreńskiego Pawła), którzy wbrew naciskom władz Jugosławii głosowali przeciwko pozbawieniu urzędu biskupa amerykańskiego Dionizego, zdecydowanego antykomunisty.
Autor publikacji teologicznych w językach serbskim i greckim.